# Veselie
Veselie (bulgariska: Веселие) är ett distrikt i Bulgarien.   Det ligger i kommunen Obsjtina Primorsko och regionen Burgas, i den östra delen av landet, 400 km öster om huvudstaden Sofia.
I omgivningarna runt Veselie växer i huvudsak lövfällande lövskog. Runt Veselie är det glesbefolkat, med 10 invånare per kvadratkilometer.